# Майли-Суу – Джалалабад – Ош
Майли-Суу — Джалалабад — Ош — газопровід у Киргизстані.
Розробка газових покладів родовища Майли-Суу IV – Східний Ізбаскент почалась ще в 1958-му (можливо відзначити, що на той час містечко Майли-Суу було значним центром уранової промисловості, допоки в 1968-му не закрили останній рудник), а в 1965-му для видачі газу до південних районів Киргизстану проклали газопровід Майли-Суу — Джалалабад — Ош довжиною 102 км та діаметром 270 мм. Великим споживачем доправленого газу при цьому стала Ошська ТЕЦ, що була спроєктована саме з розрахунку на блакитне паливо та стала до ладу в 1964-му.
Малі розміри запасів Майли-Суу призвели до того, що вже у 1974-му Ошська ТЕЦ була вимушена перейти на спалювання мазуту. Втім, трубопровід Майли-Суу — Джалалабад — Ош у підсумку не втратив свого значення, оскільки були споруджені перемички Ходжиабад — Ош та Наманган/Андижан — Майли-Суу, які забезпечили сполучення із узбецькою газотранспортною системою. Також можливо відзначити, що на базі виснаженого родовища створили підземне сховище газу Майли-Суу, втім, наразі воно не використовується за призначенням.